# Srednji tok Drave
Srednji tok Drave este o arie protejată (arie de protecție specială avifaunistică — SPA) din Croația întinsă pe o suprafață de 13.504,44 ha, integral pe uscat.

## Localizare
Centrul sitului Srednji tok Drave este situat la coordonatele 45°49′08″N 17°43′41″E / 45.819°N 17.728°E.

## Înființare
Situl Srednji tok Drave a fost declarat arie de protecție specială avifaunistică în iulie 2013 pentru a proteja 35 de specii de animale.

## Biodiversitate
Situată în ecoregiunea continentală, aria protejată nu include niciun habitat protejat.
La baza desemnării sitului se află mai multe specii protejate de  păsări (35): fluierar de munte (Actitis hypoleucos), pescăruș albastru (Alcedo atthis), rață sulițar (Anas acuta), rață pitică (Anas crecca), rață fluierătoare (Anas penelope), rață mare (Anas platyrhynchos), rață cârâitoare (Anas querquedula), rață pestriță (Anas strepera), stârc roșu (Ardea purpurea), rață-cu-cap-castaniu (Aythya ferina), rața moțată (Aythya fuligula), Bucephala clangula, barză albă (Ciconia ciconia), barză neagră (Ciconia nigra), erete vânăt (Circus cyaneus), lebădă de vară (Cygnus olor), ciocănitoarea de stejar (Dendrocopos medius), egretă albă (Egretta alba), egretă mică (Egretta garzetta), șoim de iarnă (Falco columbarius), muscar-gulerat (Ficedula albicollis), lișiță (Fulica atra), codalb (Haliaeetus albicilla), stârc pitic (Ixobrychus minutus), sfrâncioc roșiatic (Lanius collurio), gușă albastră (Luscinia svecica), gaia neagră (Milvus migrans), rață cu ciuf (Netta rufina), stârc de noapte (Nycticorax nycticorax), cormoran mic (Phalacrocorax pygmeus), ciocănitoare verzuie (Picus canus), cristei de baltă (Rallus aquaticus), lăstun de mal (Riparia riparia), silvie porumbacă (Sylvia nisoria), nagâț (Vanellus vanellus).